# Peter Sörgel
Peter Sörgel (* 30. März 1942 in Berlin-Charlottenburg) ist ein deutscher Gewerkschafter und Politiker (SPD) und war Betriebsratsvorsitzender sowie Mitglied der Bremischen Bürgerschaft.

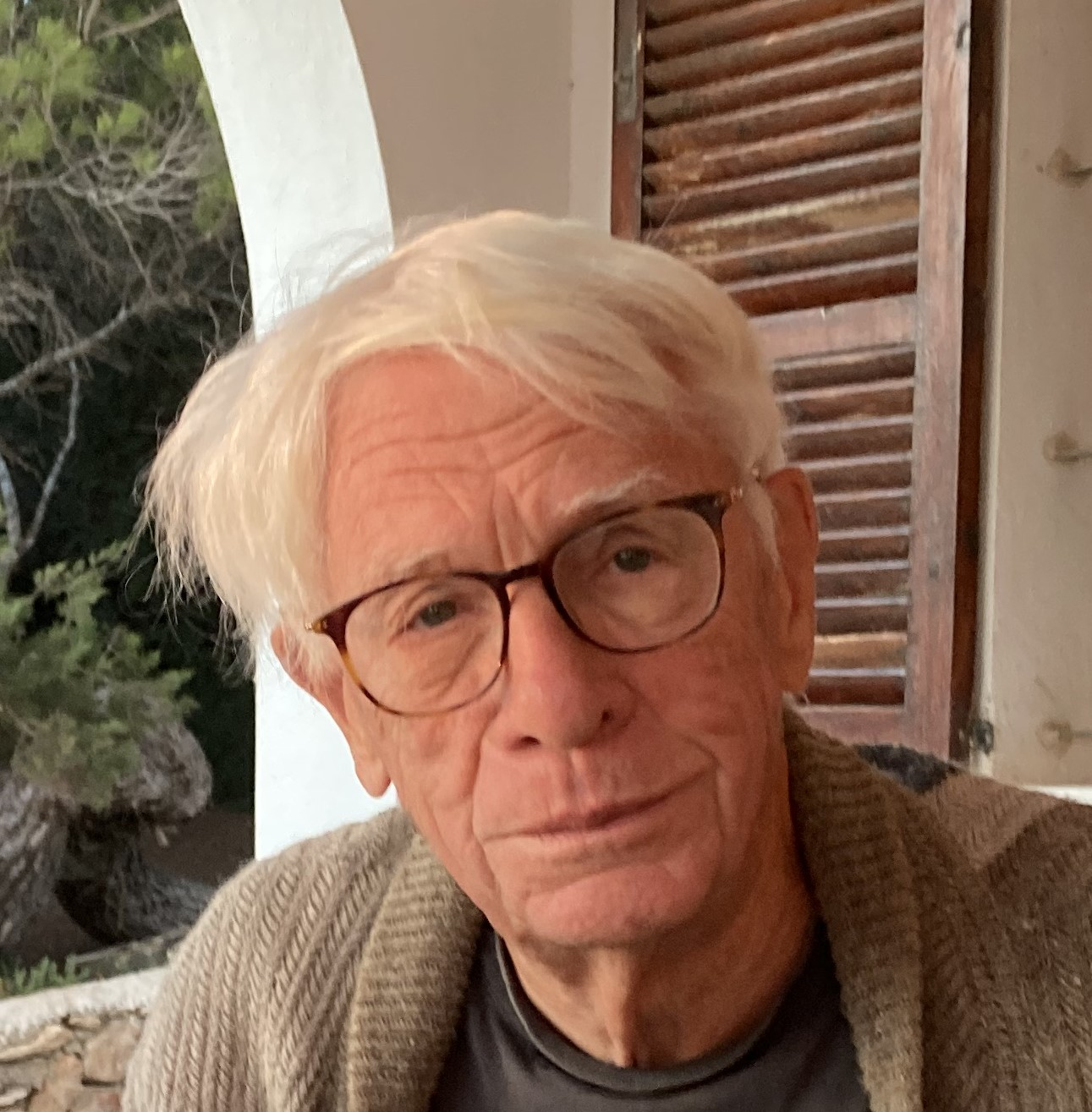
Peter Soergel

## Biografie

### Familie, Ausbildung, Beruf
Sörgel ist das dritte Kind des Oberst Oskar Sörgel und seiner Frau Ida, geborene Niggl, Tochter des Oberstpostpräsidenten von Nürnberg. Aufgrund eines "Führerbefehls" wurde die Mutter mit ihren drei Kindern 1943 nach Jüterbog evakuiert. Nachdem die Rote Armee im April 1945 die Stadt erobert hatte, flüchtete die Familie in den Westen und wurde in Colmberg bei Ansbach und später in Farchant bei Garmisch-Partenkirchen einquartiert. 1953 zog die Familie nach Nürnberg, wo Sörgel 1962 am Humanistischen Neuen Gymnasium sein Abitur ablegte. Er studierte dann Volkswirtschaft an der Johann Wolfgang Goethe-Universität in Frankfurt am Main und ab 1964 an der Freie Universität Berlin in Berlin. Gleichzeitig engagierte er sich aktiv in der Studentenbewegung, trat 1964 in den SDS ein und wurde 1968 Politischer Sekretär im Republikanischen Club Westberlin, dessen Vorsitzende Klaus Meschkat und im Anschluss Jörg Huffschmid waren. Am Fachbereich Wirtschaft der Freien Universität gründete er mit anderen die "Rote Zelle Ökonomie" und 1970 die "Proletarische Linke/Parteiinitiative", eine Gegengründung zu den maoistischen Parteigründungen der damaligen Studentenbewegung, die dem Rätegedanken und der Basisdemokratie verpflichtet war. Deren aktivste Mitglieder verpflichteten sich in idealistischer Weise, in der Fabrik zu arbeiten, um der Arbeiterklasse nahe zu sein, sie verstehen zu lernen und ihr fortschrittliches Gedankengut zu vermitteln. Deshalb arbeitete Sörgel vom Januar 1970 bis Januar 1971 als Handlackierer im Siemens Schaltwerk Berlin und von August 1971 bis Juni 1973 als Stanzerei-Einrichter bei Osram, Berlin. Im Dezember 1971 trat er  in die IG Metall ein. Im selben Jahr wurde die "Proletarische Linke/Parteiinitiative aufgelöst. Im Dezember 1972 heiratete er Angelina Johansen, im Sommer 1973 zogen sie zusammen mit Jörg Huffschmid, der einen Ruf an die Universität Bremen erhalten hatte, nach Bremen.
Sörgel arbeitete ab Oktober 1973 bis März 1978 als Walzenschleifer im Vierschichtsystem bei der Klöckner Werke AG, Hütte Bremen. 1974 wurde er zum IG Metall Vertrauensmann gewählt, 1976 wurde er Mitglied der IG Metall Vertrauenskörperleitung, 1977 zu deren Vorsitzenden gewählt und im März 1978 in den Betriebsrat der Hütte. Damit entfiel die Arbeit im Vier-Schicht-System. Im November 1983 wurde er in Nachfolge des verstorbenen Vorsitzenden Gustav Ziemann zum Betriebsratsvorsitzenden gewählt. 1984, 1987, 1990 und 1994 wurde der Betriebsrat mit immer wachsenden Mehrheiten wiedergewählt und Sörgel als Betriebsratsvorsitzender bestätigt. Im April 1984 wurde er gleichzeitig  Gesamtbetriebsratsvorsitzender der Klöckner Werke AG, im April 1986 Konzernbetriebsratsvorsitzender und einen Monat später Mitglied des Aufsichtsrats der Klöckner-Werke AG.
Die Hütte in Bremen gehörte von 1954 bis 1994 zu der Klöckner Werke AG. In den 1980er Jahren führten die Überkapazitäten in der Stahlindustrie zu einem massiven Hüttensterben. Auch die Klöckner Werke mussten Ende 1992 Insolvenz anmelden. Die Hütte Bremen mit damals 6.700 Mitarbeitern stand unmittelbar vor dem Aus. Angebote von Hogoovens bzw. von Thyssen und Krupp zum Erhalt von wenigen Betriebsaggregaten wären nach einhelliger Einschätzung lediglich die Vorstufe einer kompletten Stilllegung gewesen.
Angesichts dieser Lage konnte der Betriebsrat durch konstruktive Zusammenarbeit mit dem Vorstand der Hütte mit Klaus Hilker als Vorstandsvorsitzendem, der Gewerkschaft IG Metall und dem Bremer Senat unter Klaus Wedemeier erreichen, dass der Standort Bremen mit 6.700 Arbeitsplätzen erhalten blieb. Bei den Betriebsratswahlen 1994 wurden alle Kandidaten der IG Metall mit einem deutlichen Ergebnis in den Betriebsrat gewählt. 1994 wurde die Hütte, jetzt Stahlwerke Bremen, von der belgischen Sidmar N.V. (Teil des Luxemburger Arbed-Konzerns) übernommen.
Sörgel war von Oktober 1996 bis zu seinem Ausscheiden im März 2005 im Mitbestimmungsbereich des montanmitbestimmten Unternehmens Hauptabteilungsleiter für die Bereiche Arbeitssicherheit, Gesundheit, Feuerwehr und Werkschutz.

### Politik
Sörgel war 1975 bis 1989 Mitglied  der DKP. Nach dem Scheitern von Gorbatschow 1989 traten alle Mitglieder der damaligen Klöckner Betriebsgruppe der DKP  aus der DKP aus und machten das auf einer Betriebsversammlung öffentlich.  1994/95 wurde er auf Initiative des ehemaligen Bürgermeisters  Hans Koschnick, des damaligen Bürgermeisters Klaus Wedemeier und des Bremer AfA-Vorsitzenden Heinz Wenke (alle SPD) Mitglied der SPD. Im Ortsverein Bremen-Peterswerder-Steintor kandidierte er als Seiteneinsteiger für die Bremische Bürgerschaft und wurde gewählt.
Von 1995 bis 1999 war er Mitglied der 14. Bremischen Bürgerschaft. Er war Vorsitzender der Deputation für Arbeit und als solcher ein sehr aktiver  Abgeordneter der SPD-Fraktion.  Als Kandidat für die Wahlen zur 15. Bürgerschaft wurde er von der SPD nicht nominiert. Von 1999 bis 2003 war er Mitglied der Deputation für Arbeit, 2003 bis 2007 Mitglied der Deputation für Wirtschaft.

### Weitere Mitgliedschaften
- Sörgel ist Mitglied der Gewerkschaft IG Metall. Im Oktober 1993 nahm er als ordentlicher Delegierter am Gewerkschaftstag der IG Metall teil.[14]
- Er war ab 1994 bis Ende 1996 Präsident der Arbeiterkammer Bremen. Hier drängte er darauf, dass Arbeiter- und Angestelltenkammer Bremen vereinigt werden sollten, was 1999 unter dem neuen Namen Arbeitnehmerkammer Bremen geschah.

## Veröffentlichungen
- Peter Sörgel, Der Springer-Konzern in Westberlin, in: Bernd Jansen, Arno Klönne (Hrsg.), Imperium Springer, Macht und Manipulation, Pahl-Rugenstein Verlag Köln 1968, keine ISBN
- Walter Gruber/Peter Sörgel (Hrsg.), Stahl ohne Zukunft? Der Überlebenskampf in den Revieren, VSA Verlag Hamburg 1984, ISBN 3-87975-258-3
- Peter Sörgel, Mit dem Rücken an der Wand? Erfahrungen von Betriebsräten in der Stahlkrise, in: Rudolf Judith (Hrsg.), 40 Jahre Mitbestimmung – Erfahrungen, Probleme, Perspektiven, Bund Verlag Köln 1986, ISBN 3-7663-3012-8
- Peter Sörgel, Eike Hemmer, Karl Lauschke: Widerstand lohnt sich! Die Geschichte der Bremer Hütte – oder: Wieso wird heute noch Stahl in Bremen produziert? Verlag VSA, Bremen 2017, ISBN 978-3-89965-780-7.
- Peter Sörgel, Gewerkschaften und die Forderung nach Frieden, in: Hermann Theisen, Helmut Donat (Hrsg.),Bedrohter Diskurs / Deutsche Stimmen zum Ukrainekrieg, Bremen 2024,

ISBN 978-3-9491-16-21-6